# Descartes (Indre-et-Loire)
Descartes [dekaʁt] ist eine französische Kleinstadt mit 3289 Einwohnern (Stand 1. Januar 2022) im Département Indre-et-Loire in der Region Centre-Val de Loire.

## Geschichte

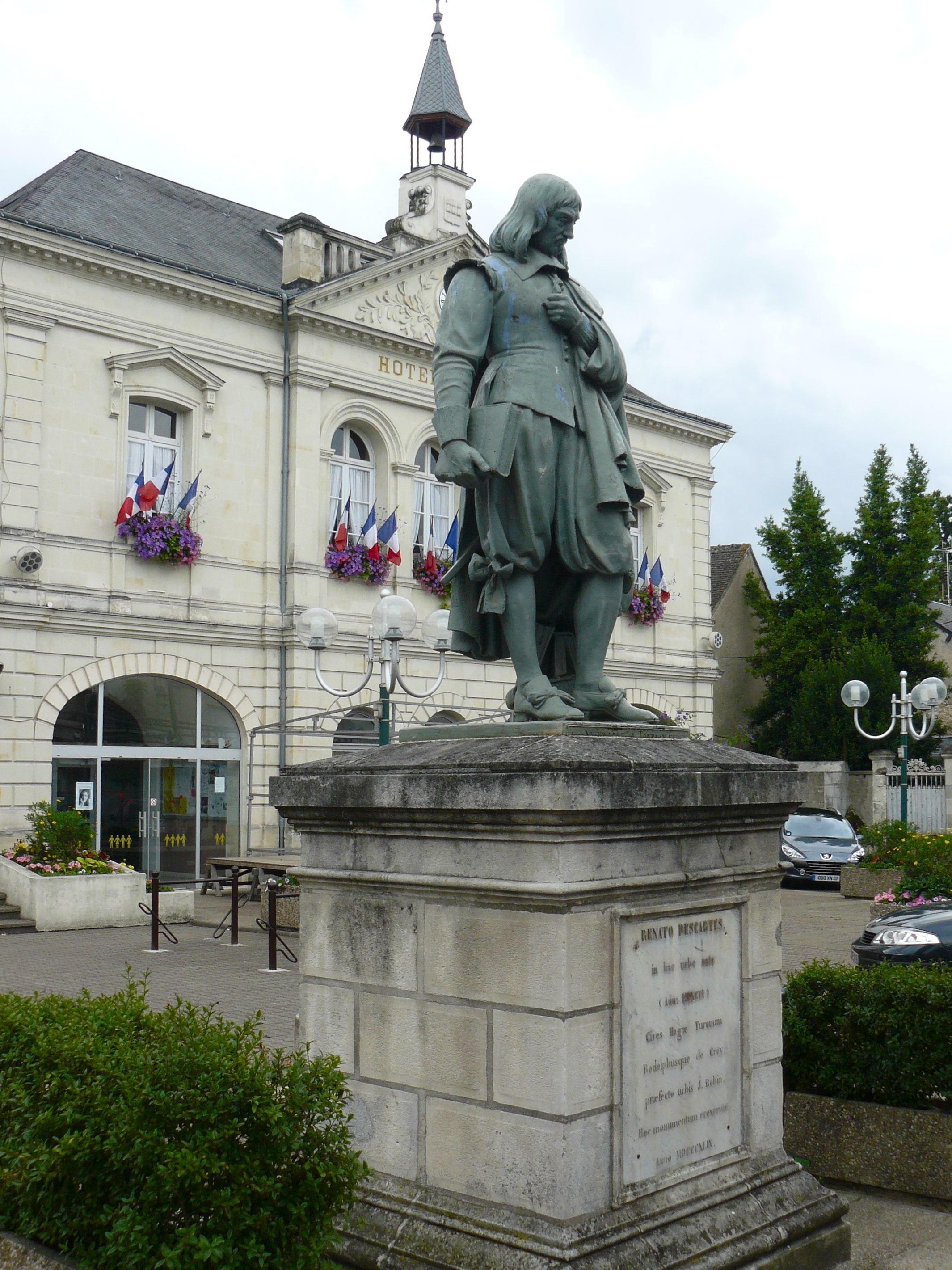
Descartes-Denkmal vor dem Hôtel de Ville (Rathaus)

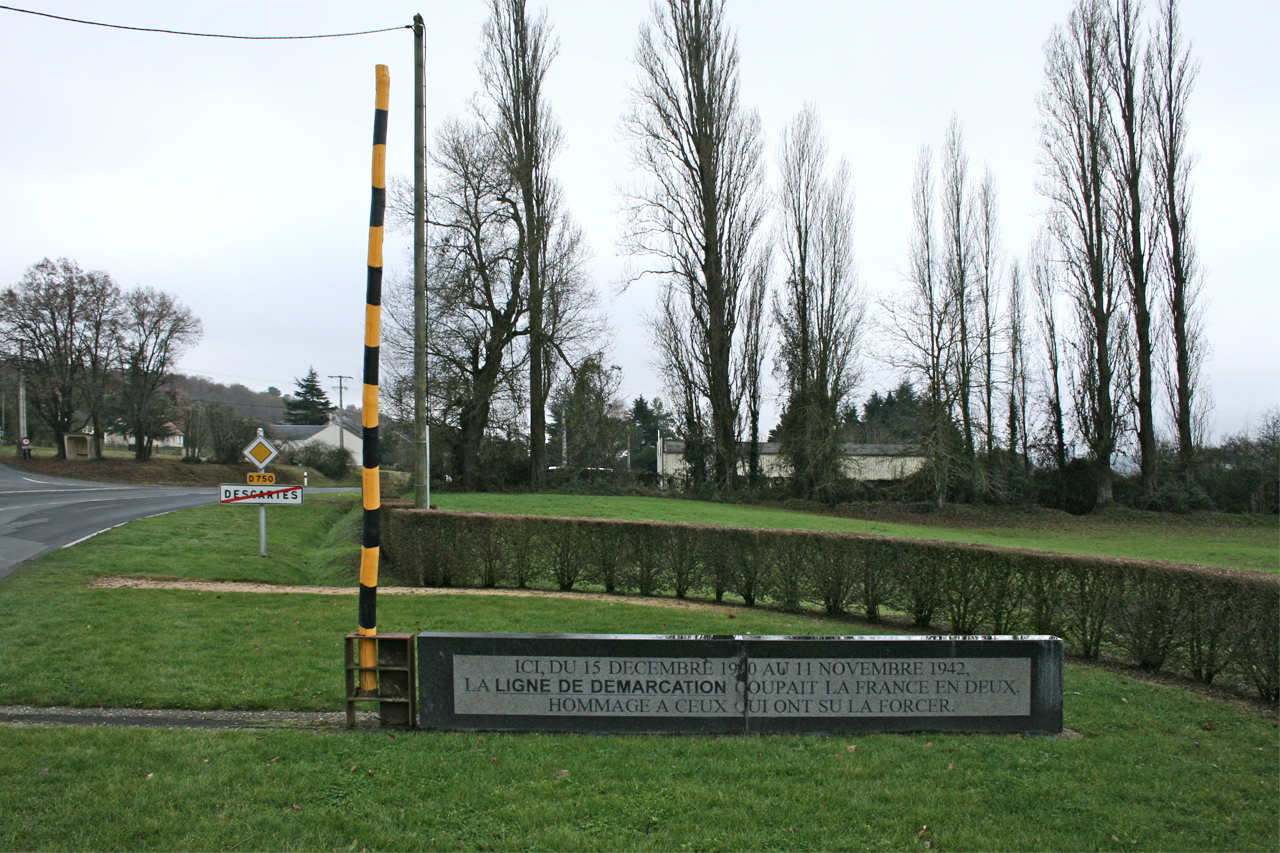
Mahnmal an der einstigen Demarkationslinie

Die Stadt mit prähistorischen Spuren (siehe Dolmen Le Chillou du Feuillet) hieß ursprünglich La Haye en Touraine. Dort wurde am 31. März 1596 der Philosoph und Mathematiker René Descartes geboren. 1802 wurde sie in La Haye Descartes umbenannt und erhielt 1967 – nach der Zusammenlegung mit Balesme – den heutigen Namen. In Descartes’ Geburtshaus befindet sich heute ein Museum, auf dem Marktplatz steht ein Descartes-Denkmal aus dem 19. Jahrhundert.
Während der Deutschen Besetzung Frankreichs im Zweiten Weltkrieg verlief bei La Haye Descartes die Demarkationslinie zwischen dem besetzten und dem vom Vichy-Regime regierten „freien“ Teil des Landes. Der örtliche Abt Déan half ca. 2000 Menschen, diese Grenze „illegal“ zu überqueren, ehe er von den Deutschen festgenommen wurde.

## Bevölkerungsentwicklung
| Jahr                       | 1962 | 1968 | 1975 | 1982 | 1990 | 1999 | 2009 | 2018 |
| Einwohner                  | 1679 | 4267 | 4446 | 4357 | 4120 | 4019 | 3817 | 3427 |
| Quellen: Cassini und INSEE |      |      |      |      |      |      |      |      |

## Gemeindepartnerschaften
Die Gemeinde Descartes ist durch Partnerschaften verbunden mit:
- Cheddar im Vereinigten Königreich
- Kumrovec in Kroatien
- Aurora do Tocantins in Brasilien
- La Albuera in Spanien
- Dransfeld in Niedersachsen
- Pueblonuevo del Guadiana (Provinz Badajoz/Extremadura) in Spanien

## Persönlichkeiten
- René Descartes (1596–1650), Philosoph, Mathematiker, Naturwissenschaftler
- Pierre Ernest Ballue (1855–1928), Maler
- René Boylesve (1867–1926), Schriftsteller
- René de Buxeuil (1881–1959), Komponist
- Gustave Trouvé (1839–1902), Ingenieur und Erfinder
- Jeanne Goupille (1896–1986), Mitglied der Resistance, Gerechte unter den Völkern